# Церера (планета джудже)
 Тази статия е за планетата джудже.  За римската богиня вижте Церера.  
Церѐра (означение като малка планета 1 Ceres, символ: ) е най-малката позната планета джудже в Слънчевата система и единствената, която се намира в астероидния пояс. Представлява небесно тяло от скали и лед с диаметър 932 km. Съдържа около ⅓ от масата на астероидния пояс и към момента е най-масивният астероид. Открита е на 1 януари 1801 г. от италианския астроном Джузепе Пиаци. Това е първата открита планета джудже (по онова време Церера се е смятала за планета или астероид). Наименувана е на римската богиня на плодородието, майчинството и брака Церера. По-късно получава статут на планета джудже, заедно с Плутон, пред 2006 година.
Повърхността на Церера е най-вероятно смес от лед, хидратни минерали, въглеродни съединения и глини. Изглежда Церера е разделена на скално ядро, ледена мантия и е възможно да помещава океан от течна вода под повърхността си. От Земята видимата звездна величина на планетата е между 6,7 до 9,3 и дори и при най-голяма яркост е прекалено неясна, за да бъде забелязана с просто око, освен при изключително тъмно небе. Безпилотният космически апарат Дон, изстрелян на 27 септември 2007 г. от НАСА, изследва Церера при преминаването си покрай нея.
До 2006 г. е Церера е квалифицирана като обикновен астероид. Към 2011 г. става известно, че Церера притежава троянски астероиди.

## Откриване
Джузепе Пиаци открива Церера на 1 януари 1801 г., търсейки звезда в каталога на астронома Франсис Уоластоун, но вместо нея той открива движещ се на фона на звездите обект. Пиаци първоначално предполага, че е наблюдавал комета и не съобщава за откритието ѝ. Той наблюдава Церера до 11 февруари същата година, когато се разболява и впоследствие планетата се изгубва зад блясъка на Слънцето.
След като по-късно други астрономи научават за откритието, Карл Фридрих Гаус изобретява нов начин за изчисление орбитата на небесните тела, използвайки само три наблюдения, и тя е намерена на следващата година от немските астрономи Франц Хавер и Хайнрих Олберс. Йохан Елерт Боде разгласява, че Церера е „липсващата планета“ в неговия закон, която би трябвало да се намира между Марс и Юпитер. Церера обаче разочарова астрономите с малките си размери и Уилям Хершел предлага названието „астероид“ („подобен на звезда“).

## Наименование
Пиаци първоначално предлага името на астероида да бъде Церера Фердинандска (Cerere Ferdinandea), комбинирайки имената на богинята на земеделието от римската митология Церера и крал Фердинанд IV. Впоследствие обаче втората част от името е елиминирана. Церера също е наричана Хера за кратко в Германия. В гръцката митология еквивалент на Церера е Деметра (Δήμητρα). В английския език Деметра се използва за наименование на астероида 1108 Деметра. Прилагателната форма е Церериански, произлизаща от латинския родителен падеж Cereris. Старият астрономически символ на Церера е сърп ⚳ (), който е близък до символа на Венера ♀, но с празно място в горния кръг. По-късно това е заменено от номерирана окръжност①.
Елементът церий, открит през 1803 г., е наречен на Церера. В същата година друг открит елемент също е наречен на планетата джудже, но по-късно откривателят му го преименува на паладий (по името на втория открит астероид 2 Палада), когато разбира, че името „церий“ е вече заето.

## Физически характеристики
Церера е най-големият обект в астероидния пояс, намиращ се между орбитите на Марс и Юпитер. Поясът на Кайпер обаче съдържа по-големи тела като 28978 Иксион, 50000 Кваоар, 90482 Оркус и 90377 Седна.
За Церера е уникално това, че е достатъчно масивна, за да придобие сферична форма под действието на собствената си гравитация, подобно на останалите планети. Други големи астероиди като 2 Палада, 3 Юнона и най-вече 10 Хигия имат подчертано неправилна форма. Масата на Церера, равна на 9,45 ± 0,04 × 1020 kg, съставлява над 1/3 от общата маса на всички астероиди в Слънчевата система, за която се счита, че е 2,3 × 1021 kg (която обаче от своя страна е едва 4% от масата на Луната). Наблюдения на планетата джудже сочат, че вероятно притежава тънка атмосфера и повишена температура на повърхността.
Церера е основното тяло в семейството астероиди Церера.

### Вътрешна структура
Сплеснатата форма на Церера е несъвместима с недиференцирано тяло, което сочи за наличието на каменно ядро, покрито от ледена мантия. Тази мантия с дебелина 100 km (23 – 28% от масата на планетата; 50% от обемът ѝ) съдържа 200 млн. m3 вода, което е повече от сладката вода, намираща се на Земята. Тези резултати са подкрепени от наблюденията, направени от обсерваторията Кек през 2002 г. и от еволюционно моделиране. Също така някои характеристика на повърхността и историята ѝ сочат за наличието на летливи вещества под повърхността на Церера.

### Повърхност
Повърхността на Церера силно наподобява по състав тази на астероидите от клас К. Съществуват и някои разлики. Често срещана черта на инфачервения спектър на Церера е този на хидратираните минерали, които сочат за наличието на големи количества вода във вътрешността на планетата джудже. Други вероятни съставки на повърхността са глини богати на желязо (кронстедтити) и карбонатни минерали (доломит и сидерит), които са често срещани минерали във въглеродно-хондритните меторити. Карбонати и глини често липсват при другите астероиди от клас К. Понякога Церера се класифицира като астероид от клас Г.
Повърхността на Церера е относително топла. Максималната измерена температура е 235 K (около −38 °C), измерена на 5 май 1991 г.
Само няколко особености на повърхността са забелязани със сигурност. На ултравиолетова снимка с висока разделителна способност, направена от телескопа „Хъбъл“ през 1995 г., се вижда тъмно петно, наречено „Пиаци“ на името на откривателя на астероида. Това тъмно петно се смята за кратер. По-късно инфрачервено изображение с висока разделителна способност, направени при пълно завъртане на Церера от обсерваторията „Кек“ с помощта на адаптивна оптика, показва няколко тъмни и светли области, движещи се с въртенето на астероида. Две от тъмните области имат кръгова форма и най-вероятно са кратери. На едното тъмно петно се наблюдава по-светъл централен участък, докато другото е разпознато като кратера Пиаци. По-нови снимки, направени от Хъбъл през 2003 и 2004 г. при пълно завъртане на планетата джужде показват 11 разпознаваеми особености, видът на които е непознат към момента. Една от тези особености съответства на Пиаци, разпознат по-рано.
Последното наблюдение потвърждава, че северният полюс на Церера сочи към ректасцензия 19 ч 24 мин (291°), деклинация +59°, в съзвездието Дракон. Това означава, че наклонът на оста на Церера е много малък – около 3°.

### Атмосфера
Има вероятност Церера да притежава слаба атмосфера и наличие на скреж по повърхността. Лед на повърхността не би трябвало да има на разстояние, по-близо от 5 AU от Слънцето, защото ще се изпари под директното влияние на слънчевата радиация. Вода може да мигрира от дълбоките слоеве на планетата джудже към по-горните, но ще изчезне за много кратко време. В резултат е много трудно да бъдат засечени водни изпарения. Вода, изчезваща от северния полюс на Церера, вероятно е наблюдавана през 1990 г., но това не е сигурно доказано. Възможно е да се засече изчезването на вода в околностите на образувал се преди това ударен кратер или при пукнатини в подповърхностните пластове на планетата джудже. Ултравиолетови наблюдения, направени от космическия апарат IUE, засичат сравнително големи количества хидроксидни йони близо до северния полюс на Церера, които са продукт на дисоциация на водните пари, причинена от слънчевата радиация.

## Наблюдение
Когато Церера е в опозиция близо до перихелия, може да достигне видима величина от +6,7, което я прави прекалено неясна, за да се наблюдава с просто око, но при определени условия човек с много остро зрение може да види тази планета джудже. Церера е била най-ярка (6,73) на 8 декември 2012 г. Единствените други астероиди, които могат да достигнат такава яркост, са 4 Веста и при редки опозиции до перихелия – 2 Палада и 7 Ирида. При съединение Церера има величина +9,3, което съответства на най-слабо видимите обекти с бинокъл с увеличение 10×50. Въпреки това планетата джудже може да бъде видяна, когато е над хоризонта при напълно тъмно небе.
Най-известните наблюдения на Церера са изброени по-долу:
- На 13 ноември 1984 г. във Флорида, САЩ, в Карибския басейн и в Мексико едновременно е наблюдавана окултация на звезда зад Церера.[36]
- Ултравиолетови изображения с резолюция 50 km/пиксел от телескопа Хъбъл, заснети на 25 юни 1995[25][37]
- Инфрачервени изображения с резолюция 30 km/пиксел, направени от обсерватория Кек през 2002 г. с помощта на адаптивна оптика[28]
- Изображения от видимия спектър с резолюция 30 km/пиксел, направени от Хъбъл през 2003 и 2005 г.[29][30]

## Изследване
Космическият апарат „Дон“ е изстрелян през 2007 г. Апаратът изследва астероида 4 Веста и към 2015 г. влиза на орбита около Церера. Сондата е в орбита около 4 Веста от 15 юли 2011 г. След като приключва едногодишна мисия, тя се отправя към Церера и я достига към 2015 г., пет месеца преди „Нови хоризонти“ да достигне Плутон. По този начин Дон става първият космически апарат, който изучава планета джудже от близко разстояние.
Според профила на мисията, Дон трябва да влезе в орбита около Церера на височина 5900 km. Апаратът слиза до височина 1300 km след 5-месечни изследвания и след това до 700 km след още 5 месеца. Сред научните инструменти на Дон има камера, визуален и инфрачервен спектрометър и детектор на гама-лъчи и неутрони. С тези инструменти се изучават формата на планетата и нейният състав.

## Интересни факти
Химическият елемент церий, открит през 1803 г. независимо, но едновременно от Йонс Якоб Берзелиус и Мартин Хайнрих Клаптрот, носи името на астероида Церера.